# Ceroglossus
Ceroglossus is een geslacht van kevers uit de familie van de loopkevers (Carabidae). De wetenschappelijke naam van het geslacht is voor het eerst geldig gepubliceerd in 1848 door Solier.

## Soorten
Het geslacht Ceroglossus omvat de volgende soorten:
- Ceroglossus buqueti Laporte, 1834
- Ceroglossus chilensis Eschscholtz, 1829
- Ceroglossus darwini Hope, 1837
- Ceroglossus guerini Gehin, 1885
- Ceroglossus magellanicus Gehin, 1885
- Ceroglossus ochsenii Germain, 1895
- Ceroglossus speciosus Gerstaecker, 1858
- Ceroglossus suturalis Fabricius, 1775